# After We Collided
After We Collided is een Amerikaanse film uit 2020 geregisseerd door Roger Kumble, gebaseerd op de boekenreeks van Anna Todd.

## Verhaal
Een maand na de break-up begint Tessa aan haar stage bij Vance Publishing, waar ze haar collega Trevor Matthews ontmoet. 
Na een dronken avond komen Tessa en Hardin weer samen, maar dit houdt geen stand omdat Hardin denkt dat er iets speelt tussen Tessa en Trevor. Terwijl Tessa hoort dat Hardin naar Londen is, gaat ze naar het appartement waar ze samen woonde om haar spullen op te halen. Hardin is echter niet in Londen en komt met zijn moeder het appartement binnen. Hardin's moeder, Trish, is niet op de hoogte van de relatiebreuk en hierdoor worden de twee gedwongen om te doen alsof ze samen zijn. 
De twee groeien weer naar elkaar toe en vieren kerst met elkaar en Hardin's familie, maar dit loopt niet goed af. 
Met oudjaarsavond besluiten Tessa en Hardin naar een feestje te gaan en hier wordt Tessa geconfronteerd met Molly. Later op de avond maken Hardin en Tessa ruzie en Hardin negeert Tessa's berichten.
Na een ongeluk neemt Trevor de telefoon van Tessa op en hij vertelt Hardin om uit haar buurt te blijven. Hardin gaat naar Londen en laat een brief achter om alles uit te leggen. Zijn moeder overtuigt hem er echter van om naar Vance's afscheidsfeest te gaan om voor Tessa te vechten.
Trevor bekent aan Tessa dat hij Hardin heeft afgehouden en Hardin verschijnt op het feest. Hardin en Tessa komen weer samen en verlaten samen het feest. 

## Rolverdeling
| Acteur               | Personage       |
| -------------------- | --------------- |
| Josephine Langford   | Tessa Young     |
| Hero Fiennes Tiffin  | Hardin Scott    |
| Dylan Sprouse        | Trevor Matthews |
| Inanna Sarkis        | Molly Samuels   |
| Khadijha Red Thunder | Steph Jones     |
| Samuel Larsen        | Zed Evans       |
| Shane Paul McGhie    | Landon Gibson   |
| Selma Blair          | Carol Young     |
| Dylan Arnold         | Noah Porter     |
| Pia Mia              | Tristan         |
| Rob Estes            | Ken Scott       |
| Karimah Westbrook    | Karen Scott     |
| Swenn Temmel         | Jace            |
| Louise Lombard       | Trish Daniels   |
| Candice King         | Kimberly Vance  |
| Charlie Weber        | Christian Vance |